# Andrew Garfield
Andrew Russel Garfield (Los Angeles, 20 augustus 1983) is een Brits-Amerikaans acteur, vooral bekend van zijn rol als Spider-Man/Peter Parker in The Amazing Spider-Man, The Amazing Spider-Man 2 en Spider-Man: No Way Home.

## Levensloop
Garfield werd geboren in Los Angeles. Zijn moeder komt uit het Britse Essex en zijn vader uit Californië. Zijn familie verhuisde naar Engeland toen hij drie jaar was.
Garfield begon met acteerlessen in Guildford toen hij vijftien was en speelde in een jeugdvoorstelling van Bugsy Malone. In 2004 won hij een MEN Theatre Award voor zijn vertolking in het toneelstuk Kes. Hij won de talent-award bij de Evening Standard Theatre Awards 2006.
In 2005 maakte hij zijn Britse televisiedebuut met een gastrol in de tienerdramaserie Sugar Rush. In oktober 2007 noemde Variety hem een van de 10 Actors to Watch. In november speelde hij de rol van een Amerikaanse student in de dramafilm Lions for Lambs. Voor zijn rol in Boy A won hij een BAFTA voor beste acteur in 2008. In hetzelfde jaar was hij een van de shooting stars op het Internationaal filmfestival van Berlijn.
In 2009 speelde Garfield een bijrol in The Imaginarium of Doctor Parnassus en in de Red Riding-trilogie voor televisie. In 2010 speelde hij een rol in de Britse dramafilm Never Let Me Go en in David Finchers The Social Network, over de oprichting van Facebook samen met Brenda Song, Justin Timberlake en Jesse Eisenberg. Voor die rol kreeg hij een Golden Globe-nominatie voor beste acteur in een bijrol.
Hij speelde Peter Parker in de door Marc Webb geregisseerde The Amazing Spider-Man (2012) en The Amazing Spider-Man 2 (2014) en in 2021 keerde hij terug als Spider-Man in Spider-Man: No Way Home. Van 2012 tot 2015 had hij een relatie met tegenspeelster in de Spider-Man-films Emma Stone.
Hij ontving een Oscar-nominatie voor de rol van Desmond Doss in de oorlogsfilm Hacksaw Ridge (2016) en als Jonathan Larson in de musical Tick, Tick... Boom! (2021)